# Mihai Donisan
Mihai Donisan (Bucarest, 24 luglio 1988) è un altista rumeno.

## Carriera
Si dedica all'attività agonistica a partire dal 2006, con la maggiore età. Le sue prime competizioni internazionale sono i campionati balcanici. Nel 2012 approda alla prima finale di una competizione continentale, ad Helsinki. Nel 2015 si qualifica per i Giochi olimpici di Rio de Janeiro 2016, ma viene squalificato per due anni essendo risultato positivo al meldonium. È ritornato alle competizioni a febbraio 2018, gareggiando soprattutto nelle competizioni balcaniche, senza però finire sul podio.
Nella sua carriera ha vinto due medaglie ai Giochi della Francofonia e 15 titoli nazionali a partire dal 2009.

## Palmarès
| Anno | Manifestazione                | Sede         | Evento        | Risultato | Prestazione | Note |
| ---- | ----------------------------- | ------------ | ------------- | --------- | ----------- | ---- |
| 2007 | Campionati balcanici juniores | Kragujevac   | Salto in alto | Oro       | 2,11 m      |      |
| 2008 | Campionati balcanici indoor   | Atene        | Salto in alto | Bronzo    | 2,14 m      |      |
| 2009 | Campionati balcanici indoor   | Il Pireo     | Salto in alto | Bronzo    | 2,14 m      |      |
| 2009 | Europei under 23              | Kaunas       | Salto in alto | 10º       | 2,18 m      |      |
| 2009 | Giochi della Francofonia      | Beirut       | Salto in alto | Oro       | 2,24 m      |      |
| 2010 | Europei                       | Barcellona   | Salto in alto | 18º (q)   | 2,19 m      |      |
| 2011 | Campionati balcanici          | Sliven       | Salto in alto | Argento   | 2,20 m      |      |
| 2011 | Universiadi                   | Shenzen      | Salto in alto | 15º (q)   | 2,15 m      |      |
| 2012 | Mondiali indoor               | Istanbul     | Salto in alto | 15º (q)   | 2,22 m      |      |
| 2012 | Campionati balcanici          | Eskişehir    | Salto in alto | Oro       | 2,27 m      |      |
| 2012 | Europei                       | Helsinki     | Salto in alto | 8º        | 2,24 m      |      |
| 2013 | Europei indoor                | Göteborg     | Salto in alto | 15º (q)   | 2,18 m      |      |
| 2013 | Campionati balcanici          | Stara Zagora | Salto in alto | Oro       | 2,31 m      |      |
| 2013 | Mondiali                      | Istanbul     | Salto in alto | 16º (q)   | 2,26 m      |      |
| 2013 | Giochi della Francofonia      | Nizza        | Salto in alto | Argento   | 2,30 m      |      |
| 2014 | Mondiali indoor               | Sopot        | Salto in alto | 9º (q)    | 2,25 m      |      |
| 2014 | Campionati balcanici          | Pitești      | Salto in alto | Argento   | 2,22 m      |      |
| 2014 | Europei                       | Zurigo       | Salto in alto | 11º       | 2,21 m      |      |
| 2015 | Europei indoor                | Praga        | Salto in alto | 9º (q)    | 2,24 m      |      |
| 2015 | Campionati balcanici          | Pitești      | Salto in alto | 4º        | 2,20 m      |      |
| 2015 | Mondiali                      | Pechino      | Salto in alto | 22º (q)   | 2,26 m      |      |

## Altre competizioni internazionali
2011
- Bronzo agli Europei a squadre ( Smirne), salto in alto - 2,15 m

2013
- Argento agli Europei a squadre ( Dublino), salto in alto - 2,20 m

2014
- Oro agli Europei a squadre ( Tallinn), salto in alto - 2,26 m

2015
- Bronzo agli Europei a squadre ( Candia), salto in alto - 2,24 m